# Wurmbea nilpinna
Wurmbea nilpinna är en tidlöseväxtart som beskrevs av Robert J. Bates. Wurmbea nilpinna ingår i släktet Wurmbea och familjen tidlöseväxter. Inga underarter finns listade i Catalogue of Life.